# Penitella conradi
Penitella conradi är en musselart som beskrevs av Achille Valenciennes 1846. Penitella conradi ingår i släktet Penitella och familjen borrmusslor. Inga underarter finns listade i Catalogue of Life.